# Adolf (Bayern)
Adolf (* 7. Januar 1434 in München; † vor dem 24. Oktober 1441 ebenda) war Herzog von Bayern-München aus dem Haus Wittelsbach.

## Leben
Adolf war der älteste Sohn Herzog Wilhelms III. von Bayern-München und seiner Ehefrau Margarete von Kleve. Sein jüngerer Bruder Wilhelm starb bereits im Säuglingsalter. Da mit seines Vaters Bruder Ernst und dessen Sohn Albrecht III. bereits zwei regierungsfähige Herzöge bereitstanden, war die Rolle des minderjährigen Adolf sehr beschränkt. Er stand erst unter der Vormundschaft von Herzog Ernst, und als dieser 1438 starb unter der Albrechts. Da Adolf bereits mit nur sieben Jahren starb, hatte er keinen Einfluss auf die Geschicke des Herzogtums. Adolf wurde in der Frauenkirche in München beigesetzt. Die Auseinandersetzungen um sein Erbe führten zu einem langjährigen Streit zwischen Albrecht und dem Landshuter Herzog Heinrich XVI.